# Passo Fedaia
Passo Fedaia (ladyńskie Pass de Fedaa) – rozległa i głęboko wcięta przełęcz w Dolomitach na wysokości 2057 m n.p.m. pomiędzy znajdującym się na południe od niej masywem Marmolady, a znajdującym się na północ od niej masywem Porta Vescovo.
Passo Fedaia jest łatwo dostępną, szeroką przełęczą i przechodzi przez nią dostępna dla samochodów i autobusów pokryta asfaltem droga górska łącząca miejscowości Cianacei i Malga Ciapela. Droga ta wykorzystywana jest podczas zawodów kolarskich Giro d'Italia. Przełęcz umożliwia dogodny dostęp do masywu Marmolady, a ze względu na wspaniałe widoki jest często odwiedzana przez turystów. Na przełęczy znajduje się rozległe jezioro Lago di Fedaia, sztucznie utworzone i zamknięte tamą służącą do celów hydroenergetycznych.